# Herb gminy Miedźna
Herb gminy Miedźna – jeden z symboli gminy Miedźna, ustanowiony 13 kwietnia 2004.

## Wygląd i symbolika
Herb przedstawia na tarczy w polu błękitnym złotą lampę, a po jej lewej stronie srebrny sierp ze złotą rękojeścią. 